# Nena (Boro Boro)
Nena è un singolo del rapper italiano Boro Boro, pubblicato il 10 aprile 2020 come primo estratto dall' album in studio d'esordio Caldo e come secondo dal secondo album in studio Bendicion.

## Descrizione
Il brano ha visto la partecipazione del rapper italiano Geolier, la prima tra i due, ed è stato prodotto da Andry the Hitmaker.
Musicalmente la canzone, così come il precedente singolo Lento, mischia sonorità latine e reggaeton a quelle urban. Essa è composta con un tempo andante di 103 battiti per minuto e in tonalità di Fa diesis minore.

## Tracce
Testi di Andrea Moroni, Federico Orecchia, Emanuele Palumbo, Andrea Moroni, musiche di Andrea Moroni.
1. Nena (feat. Geolier) – 2:29

## Classifiche

### Classifiche settimanali
| Classifica (2020) | Posizione massima |
| ----------------- | ----------------- |
| Italia            | 15                |

### Classifiche di fine anno
| Classifica (2020) | Posizione |
| ----------------- | --------- |
| Italia            | 66        |

## Date di pubblicazione
| Paese  | Data           | Formato                      | Etichetta         | Note  |
| ------ | -------------- | ---------------------------- | ----------------- | ----- |
| Mondo  | 10 aprile 2020 | Download digitale, streaming | Universal, Virgin | [ 9 ] |
| Italia | 29 maggio 2020 | Radio                        | EMI               | [ 1 ] |